# Alfredo Fusco
Alfredo Fusco (Tripoli, 5 luglio 1915 – Berat, 20 febbraio 1941) è stato un ufficiale e aviatore italiano.
Pilota di caccia della Regia Aeronautica durante la seconda guerra mondiale, perse la vita nel febbraio del 1941 nell'eroico tentativo di soccorrere da solo un collega attaccato da un'intera formazione della Royal Air Force e decorato con la medaglia d'oro al valore militare alla memoria.

## Biografia
Nacque in nave il 5 luglio 1915, mentre la sua famiglia si stava trasferendo a Tripoli (Libia), figlio di Sebastiano e Marianna Fusco. Dopo aver conseguito il diploma magistrale presso l'Istituto "Regina Margherita" di Torino, appassionatosi al mondo dell'aviazione, decise di arruolarsi nella Regia Aeronautica.
A partire dal 1936 frequentò il Corso Rex della Regia Accademia Aeronautica di Caserta, dove il suo carattere esuberante gli fece accumulare una lunga serie di punizioni. Nell'ottobre del 1938 uscì dall'Accademia con il grado di sottotenente pilota, conseguendo il brevetto di pilota militare il 28 agosto 1939, per entrare in servizio presso il 52º Stormo Caccia Terrestre di stanza sull'aeroporto di Roma-Ciampino.
Promosso tenente pilota in servizio permanente effettivo (s.p.e.) l'8 aprile 1940, entrò in servizio presso la 361ª Squadriglia del 24º Gruppo Caccia, di stanza sull'aeroporto di Berat, in Albania, nell'ottobre dello stesso anno. L'unità era equipaggiata con i caccia Fiat G.50 "Freccia". Il 26 ottobre, due giorni prima dell'inizio dell'offensiva italiana contro la Grecia la sua Squadriglia fu trasferita al 154º Gruppo Autonomo Caccia Terrestre.
La mattina del 20 febbraio 1941 andò in volo insieme ad una formazione di aerei al comando del maggiore Angelo Mastragostino, che aveva il compito di scortare quattro aerei da ricognizione IMAM Ro.37 sulla zona tra Klisura e Tepeleni. Una formazione di sette caccia PZL P.24 dell'Ellinikí Vasilikí Aeroporía, la Regia Aeronauica greca, attaccò quella italiana. Ne seguì un violento combattimento, al termine del quale Alfredo Fusco rimase ferito leggermente ad un orecchio, mentre il suo aereo risultò inservibile a causa dei danni riportati.
Nel pomeriggio dello stesso giorno, decollò per primo su allarme per intercettare una squadriglia di 16 bombardieri Bristol Blenheim, scortati da sei caccia Hawker Hurricane del No.80 Squadron. Utilizzando addirittura l'aereo del suo comandante per guadagnare tempo, decollò, e una volta in quota si gettò contro i bombardieri. Attaccato a sua volta dai sei caccia, tra cui quello pilotato dall'asso Marmaduke Pattle, il suo aereo venne duramente colpito, ma ripreso il controllo del velivolo invece di atterrare si gettò nuovamente contro la formazione avversaria. Dopo aver centrato gravemente un Blenheim fu a sua volta attaccato da due Hurricane, che, superiori per armamento e prestazioni, lo colpirono facendo esplodere l'aereo in volo, uccidendolo sul colpo.
A nulla servì l'aiuto prestatogli dal collega di corso in Accademia Livio Bassi che lo raggiunse in combattimento dopo poco e fu anche lui attaccato e colpito dai caccia della RAF. Bassi riuscì ad atterrare pur con l'aereo danneggiato, ma il velivolo prese fuoco ustionandolo molto gravemente al punto da causagli la morte in ospedale il 2 aprile 1941. A entrambi gli sfortunati aviatori fu conferita la Medaglia d'oro al valor militare alla memoria.
Ad Alfredo Fusco è stato intitolato il 6º Stormo da interdizione dell'Aeronautica Militare operativo con il velivolo Panavia Tornado attualmente con sede presso l'aeroporto di Brescia-Ghedi. Il comune di Castelforte gli ha intitolato una via, l'Istituto comprensivo, e nel 2006 è stato eretto un monumento in Piazza Medaglia d'Oro.. Roma Capitale, nel 1966, gli ha dedicato una strada nel quartiere della Balduina